# Borossebes
Borossebes (románul Sebiș vagy Șebiș) város Romániában, Arad megyében.

## Fekvése
Borosjenőtől 22 km-re kelet–délkeletre, a Fehér-Körös jobb partján, a Sebes patak torkolatánál fekszik. Dombvidéki völgytalpi, sakktáblás település.

## Nevének eredete
Nevét patakjáról kapta (sebes, 'gyors').

## Története
Első említése 1552-ből való. Már a 16. században és attól kezdve egészen 1876-ig mezőváros Zaránd, majd Arad vármegyében.
1566-ban a törökök fölégették, majd 1576-ban ismét katonák pusztították el. 1597-ben Báthory Zsigmond visszafoglalta, ezután a déznai várhoz tartozott.
A 18. század kezdetétől vasércet fejtettek ki környékén és dolgoztak föl hámoraiban és kohóiban. A század közepén Rajnald modenai herceg uradalmának központja volt. 1746-ban 32 magyar és 19 román család lakta. 1786-ban a Fehér-Körös középső szakaszának vásáros és kézműves központja, jelentős gyümölcs-, cserépedény- és fakereskedelemmel. A túlnyomóan románok lakta vidék közepén népes református és római katolikus magyar közösségek lakták. Református egyházát 1812-ben 376 lélekkel írták össze.
1806-tól az uradalom a gr. Königsegg-Rottenfels családé. 1828-ban 1042 lakosa volt. Ugyanekkor a gróf háromszáz holdon újratelepítette a török háborúk idején elpusztult szőlőit. A Pilis-hegyen (Vârful Pleș) ettől kezdve egészen a filoxérajárványig muskotály- és bakatorszőlő termett. 1840-ben a gróf a vízerő hajtotta hámorok számára, a településtől délkeletre, csatornát építtetett. 1847-ben az uradalmat Christian Waldstein-Wartenberg vásárolta meg, majd további vásárlások útján kibővítette a monyászai volt Névey-, a szelezsáni Török- és a ravnai Józsa-birtokkal. 1861-ben Jahn Vilmos 70 munkást foglalkoztató vasgyárat (hengerművet) létesített. A vasműben 1867-ben még 289, 1898-ra már csak 110 munkás dolgozott, és a századvégen évente 21 ezer mázsa nyersvasat és 7600 mázsa kereskedelmi vasat állított elő. 1881-ben épült meg az Arad–Körösvölgyi Vasút Borossebesig tartó vonalszakasza, mely Araddal kötötte össze a települést. A vonal később továbbépült Brádig. 1878-ban gyógyszertár nyílt benne.
1891-ben az egész uradalmat gr. Wenckheim Frigyes vette meg és nagyszabású iparfejlesztéshez látott. Kibővíttette a vasgyárat, egyben felszámolta a kisebb hámorokat. 1892-ben, Magyarországon negyedikként bevezették a villanyvilágítást. 1893-ban átadták a Borossebes–Monyásza keskeny vágányú vasútvonalat. Trachitbányájában naponta 50–70 m³ burkolókövet termeltek ki, amit Aradon és Szegeden használtak föl.
1893. szeptember 10-én, az őszi hadgyakorlatok alkalmával Ferenc József itt fogadta a Ioan Mețianu vezette ortodox és a Mihai Pavel vezette görögkatolikus román küldöttséget. Üdvözlő beszédeikre adott diplomatikus válaszában hangsúlyozta a nemzetiségek békés egymás mellett élésének fontosságát és az akkoriban lezajlott aradi és nagyváradi románellenes tüntetések kapcsán megkülönböztette a túlzó sovinizmust a valódi hazafiságtól. A budapesti képviselőházban október 5. és 10. között a Függetlenségi Párt és a Nemzeti Párt élesen támadta a királyi beszédet (a "borossebesi királyi válaszok" ügye).
1895-ben a 32 933 kataszteri holdas borossebesi Wenckheim-uradalom 83%-a erdőkből, 16%-a szántóból állt. A település három országos vásárt tartott és a Borossebesi járás székhelye volt. Az első világháború után tőle délkeletre egy, az addigi községgel megegyező nagyságú új településrész létesült, Satu Nou néven. 1968-ban kapott városi címet.

## Lakossága
1900-ban 2252 lakosából 1072 volt magyar és 1025 román anyanyelvű, 1034 ortodox, 699 római katolikus, 345 református és 94 zsidó vallású. 43%-uk tudott írni–olvasni, a nem magyar anyanyelvűek 30%-a beszélt magyarul.

2002-ben 5343 lakosa volt, közülük 4840 román (90,55%), 281 cigány (5,25%) és 185 magyar (3,46%) nemzetiségű, 3719 ortodox, 750 pünkösdista, 597 baptista, 132 római katolikus és 95 református vallású.

## Látnivalók
- A Königsegg–Waldstein kastély épületében (1814) ma a városi könyvtár működik.
- Barokk stílusú református temploma 1813-ban, az ortodox templom 1834-ben, a római katolikus templom 1837-ben épült.

## Híres emberek
- Itt született 1816-ban Sárosi Gyula költő.
- Itt született 1891-ben Karikás Frigyes író.
- Itt élt és halt meg Kéry Imre (1798–1887) orvos, Arad vármegye főorvosa, az MTA tagja.

## Testvérvárosai
- Elek, Magyarország